# Marijn van den Berg
Marijn van den Berg (ur. 19 lipca 1999 w De Meern) – holenderski kolarz szosowy.
Kolarstwo uprawia również jego brat, Lars van den Berg.

## Osiągnięcia
Opracowano na podstawie:

2017
- 2. miejsce w E3 Harelbeke juniorów

2018
- 1. miejsce na 6. etapie Olympia’s Tour

2019
- 1. miejsce w Karpackim Wyścigu Kurierów
  - 1. miejsce w klasyfikacji młodzieżowej
  - 1. miejsce w klasyfikacji punktowej
  - 1. miejsce na 2. etapie
- 3. miejsce w mistrzostwach Holandii U23 (start wspólny)

2020
- 1. miejsce na 1. etapie Orlen Wyścigu Narodów

2021
- 1. miejsce w GP Adria Mobil
- 1. miejsce na 1. etapie Alpes Isère Tour
- 1. miejsce w Orlen Wyścigu Narodów
  - 1. miejsce na 1. i 2. etapie
- 3. miejsce w mistrzostwach Holandii U23 (jazda indywidualna na czas)
- 1. miejsce w klasyfikacji punktowej biała koszulka w czerwone grochy (klasyfikacja górska)
- 1. miejsce w klasyfikacji punktowej Tour de l’Avenir
  - 1. miejsce na 2. (jazda drużynowa na czas), 3. i 5. etapie
- 3. miejsce w À travers les Hauts-de-France
  - 1. miejsce w klasyfikacji młodzieżowej
- 3. miejsce w Paryż-Tours U23

2023
- 1. miejsce w Trofeo Ses Salines-Alcudia
- 3. miejsce w Figueira Champions Classic
- 1. miejsce w klasyfikacji punktowej Région Pays de la Loire Tour
- 1. miejsce w klasyfikacji punktowej Route du Sud
  - 1. miejsce na 1. etapie
- 1. miejsce na 5. etapie Tour de Pologne

## Rankingi
| Rok             | 2018  | 2019 | 2020  | 2021 | 2022 | 2023 | 2024 |
| --------------- | ----- | ---- | ----- | ---- | ---- | ---- | ---- |
| World Ranking   | 1283. | 877. | 1566. | 202. | 292. | 110. | 107. |
| UCI Europe Tour | 794.  | 638. | 1166. | 173. | 234. | 89.  | 87.  |
|                 |       |      |       |      |      |      |      |
| Źródło: UCI     |       |      |       |      |      |      |      |